# Liste der denkmalgeschützten Objekte auf Aruba
Die Liste der denkmalgeschützten Objekte auf Aruba (Lijst van monumenten op Aruba) enthält die bei der Stichting Monumentenfonds Aruba aufgeführten Denkmäler auf der Insel Aruba.
Es gibt vier Organisationen, die sich mit Schutz, Pflege und Wiederherstellung der Denkmale auf Aruba befassen. Es sind im Einzelnen:
- Monuments Office (das eigentliche staatliche Denkmalamt auf der Insel)
- Monuments Council (Entscheidungsgremium zur Aufnahme eines Objektes, im Parlament von Aruba)
- Stichting Monumentenfonds Aruba (SMFA) (Stiftung, die vor allem für die Finanzierung der Denkmalobjekte zuständig ist)
  - Stichting Monumentenzorg (Erhaltung der geschützten Denkmäler)

## Geschichte des Denkmalschutzes von Aruba
Im Dezember 1994 beschloss die Regierung, die Denkmäler im Parlament festzulegen. Am 1. Januar 1996 wurde das Denkmalamt Aruba (Monuments Office) gegründet, am 17. Juni 1996 folgte die Gründung der Stichting Monumentenfonds Aruba (SMFA) (Stiftung Denkmälerfonds). Die SMFA Organisationen bilden zusammen die sogenannte Denkmalpflege von Aruba (Monumentenzorg). Die Stiftung SMFA bekommt keine Zuschüsse von der Regierung, sondern finanziert sich durch Spenden und Einnahmen aus der Vermietung der Objekte.

## Liste
| Bild           | Bezeichnung                                                                 | Lage                                                 | Beschreibung                                                      | Bauzeit              | Eingetragen seit | Denkmal- nummer |
| -------------- | --------------------------------------------------------------------------- | ---------------------------------------------------- | ----------------------------------------------------------------- | -------------------- | ---------------- | --------------- |
| weitere Bilder | Ehemaliges Hafenamt                                                         | Oranjestad A. M. Schuttestraat 2 Karte               |                                                                   | 1940                 |                  | 01-001          |
| weitere Bilder | Wasserspeicher                                                              | Oranjestad Arendstraat (Rancho) Karte                | Details                                                           | 1905                 |                  | 01-002          |
| weitere Bilder | Landslaboratorium                                                           | Oranjestad Caya Ing R. H. Lacle 2 Karte              |                                                                   |                      |                  | 01-003          |
| weitere Bilder | Reina Beatrix School                                                        | Oranjestad G. Madurostraat 2 Karte                   |                                                                   | 1950                 |                  | 01-004          |
| weitere Bilder | Maria Convent                                                               | Oranjestad J. E. Irausquinplein 2 A Karte            |                                                                   | 1920                 |                  | 01-005          |
| weitere Bilder | Gerichtsgebäude                                                             | Oranjestad J. G. Emanstraat 51 Karte                 |                                                                   | 1936                 |                  | 01-006          |
| weitere Bilder | Wasserturm Oranjestad                                                       | Oranjestad J. G. Emanstraat 67 Karte                 | Details                                                           | 1939                 |                  | 01-007          |
| weitere Bilder | Gebäude des Amts für Öffentliche Bauten                                     | Oranjestad Lagoenweg 11 Karte                        |                                                                   | 1939                 |                  | 01-008          |
| weitere Bilder | Gouverneursgebäude                                                          | Oranjestad L. G. Smith Boulevard 76 Karte            |                                                                   | 1942                 |                  | 01-009          |
| weitere Bilder | De Arend Petroleum Company                                                  | Oranjestad L. G. Smith Boulevard 172 Karte           |                                                                   | 1927                 |                  | 01-010          |
| weitere Bilder | Fort Zoutman, Willem-III-Turm                                               | Oranjestad Oranjestraat/Zoutmanstraat Karte          | Details                                                           | 1866                 |                  | 01-011          |
| weitere Bilder | Ehemaliges Gebäude des Amts für Öffentliche Bauten                          | Oranjestad Paardenbaaistraat 2 Karte                 | Details                                                           | 1949                 |                  | 01-012          |
| weitere Bilder | Kalkoven Aruba                                                              | Oranjestad Ranchostraat Karte                        | Details                                                           | 1892                 |                  | 01-013          |
| weitere Bilder | Huisje Wild (Haus Wild)                                                     | Oranjestad Schelpstraat 12 Karte                     | niederländischer Kolonialstil, Details                            | 1850                 |                  | 01-014          |
| weitere Bilder | Henriquez Pand (Stadskunukuhuis)                                            | Oranjestad Schelpstraat 36/38 Karte                  | niederländischer Kolonialstil, Details, Sitz des Monumentenbureau | Ende 19. Jahrhundert |                  | 01-015          |
| weitere Bilder | Museo Arqueologico Nacional Aruba (Nationales Archäologisches Museum Aruba) | Oranjestad Schelpstraat 40, 42, 44 Karte             | Details, Details                                                  | 1850                 |                  | 01-016          |
| weitere Bilder | John F. Kennedy School                                                      | Oranjestad Stadionweg 37/L. G. Smith Boulevard Karte | ehemaliges Schulgebäude, Ruine                                    | 1950                 |                  | 01-017          |
| weitere Bilder | Gele Huis                                                                   | Oranjestad Weststraat 15 Karte                       | Details                                                           | 1860                 |                  | 01-018          |
| weitere Bilder | School 1888                                                                 | Oranjestad Wilhelminastraat 6 Karte                  | Schule, Details                                                   | 1888                 |                  | 01-019          |
| weitere Bilder | Rathaus                                                                     | Oranjestad Wilhelminastraat 8 Karte                  | Details                                                           | 1925                 |                  | 01-020          |
| weitere Bilder | Polizeistation Oranjestad                                                   | Oranjestad Wilhelminastraat 40 Karte                 |                                                                   | 1940                 |                  | 01-021          |
| weitere Bilder | Ehemaliges Landskantoor                                                     | Oranjestad Zoutmanstraat 1 Karte                     |                                                                   | 1910                 |                  | 01-022          |
| weitere Bilder | Ehemaliges Hotel Colombia                                                   | Oranjestad Zoutmanstraat 13 Karte                    | Details                                                           | 1918                 |                  | 01-023          |
| weitere Bilder | Prinzessin-Wilhelmina-Statue                                                | Oranjestad Wilhelmina Park Karte                     |                                                                   | 1955                 |                  | 01-024          |
| weitere Bilder | Ex Botica Aruba                                                             | Oranjestad Steenweg 19 Karte                         | Details                                                           | 1925                 |                  | 01-025          |
| weitere Bilder | Kommandeursgräber                                                           | Noord Hato                                           | Details                                                           |                      |                  | 02-001          |
| weitere Bilder | California-Leuchtturm                                                       | Noord Hudishibana Karte                              | Details                                                           | 1914                 |                  | 02-002          |
| weitere Bilder | Imeldahof                                                                   | Noord Noord 2 Karte                                  |                                                                   |                      |                  | 02-003          |
| weitere Bilder | Cas Tan Tin                                                                 | Noord Pos Abou 19 Karte                              | Details                                                           |                      |                  | 02-004          |
| weitere Bilder | Polizeistation Savaneta                                                     | Savaneta Savaneta 110 Karte                          |                                                                   |                      |                  | 03-001          |
| weitere Bilder | Gräber                                                                      | Savaneta Savaneta 254 E Karte                        |                                                                   |                      |                  | 03-002          |
| weitere Bilder | Uncle Louis Store                                                           | San Nicolas B.van der Veen Zeppenveldstraat 7 Karte  | Details                                                           | 1951                 |                  | 04-001          |
| weitere Bilder | Wasserturm San Nicolas                                                      | San Nicolas Bernardstraat Karte                      | Details                                                           | 1939                 |                  | 04-002          |
| weitere Bilder | Commandopost                                                                | San Nicolas Weg naar kust batterij Karte             |                                                                   | 1940                 |                  | 04-003          |
| weitere Bilder | Community Church Seroe Colorado                                             | San Nicolas Seroe Colorado 244 Karte                 |                                                                   | 1939                 |                  | 04-004          |
| weitere Bilder | Nicolaas Store                                                              | San Nicolas B.van der Veen Zeppenfeldstraat 27 Karte | Details                                                           | 1939                 |                  | 04-005          |
| weitere Bilder | Balashi Gold Smelter                                                        | Santa Cruz Balashi Karte                             | Details                                                           | 1872                 |                  | 05-001          |